# Joaquim Letria
Joaquim José da Conceição Letria GCC (Lisboa, 8 de Novembro de 1943) é um jornalista português. Figura da comunicação social portuguesa, foi fundador dos semanários O Jornal e Tal & Qual. Recebeu o Prémio da Imprensa (1974) na categoria "Televisão".

## Biografia
[carece de fontes?]
Começou a carreira a trabalhar no Diário de Lisboa em 1961, com 18 anos. Passou mais tarde para a revista Flama e para o Rádio Clube Português. Trabalhou para a Associated Press durante sete anos regressando depois disso temporariamente a Lisboa, onde trabalhou novamente no Diário de Lisboa. Pouco depois concorreu a um lugar na BBC e mudou-se para Londres.
Após a Revolução de 25 de Abril de 1974, decidiu regressar a Portugal, começando a trabalhar na Radiotelevisão Portuguesa (RTP) como director-adjunto de Informação para Programas não-Diários. Chega-se a discutir o seu despedimento apenas 15 dias após o seu regresso, dado que o presidente Spínola declarou à direção da RTP "aquele tipo da barba nunca mais aparece na televisão", ao saber que este teria entrevistado o "terrorista" Pedro Pires. No entanto, Letria continua a trabalhar, e o então presidente não insistiu na sua censura.
Joaquim Letria recebeu o Prémio da Imprensa, ou Prémio Bordalo, de 1974, entregue pela Casa da Imprensa em 1977, como "Figura TV" na categoria "Televisão", "pela vivacidade e o tom pessoal que conferiu ao seu trabalho", numa cerimónia em que, na mesma categoria, foi apenas distinguido como "Melhor Programa" A Política é de Todos (Álvaro Guerra).
Letria participou na fundação do semanário O Jornal, na primavera de 1975, passando, pouco depois, para a agência noticiosa portuguesa ANOP.
Regressou à RTP, em 1978, para fazer e apresentar o telejornal do segundo canal da televisão estatal, o Informação 2. No período que se seguiu, criou os dois programas de televisão que o tornariam mais popular junto do grande público, o Directíssimo e o Tal & Qual, que misturavam informação com entretenimento, incluindo este último a popular rubrica Apanhados.
Após a vitória da Aliança Democrática nas eleições legislativas, a RTP decidiu, em 1980, afastar Letria da direção do canal e acabar com o programa Tal & Qual. Joaquim Letria funda, em Julho de 1980, o semanário de mesmo nome Tal & Qual (1980-2007).
Em finais de 1980, participou na campanha eleitoral de Ramalho Eanes para as presidenciais e, quando Eanes tomou posse, Letria assumiu a função de  porta-voz da presidência da República, lugar que desempenhou até 1986.
A 19 de Abril de 1986 Joaquim José da Conceição Letria foi agraciado com a Grã-Cruz da Ordem Militar de Nosso Senhor Jesus Cristo.
Regressado à RTP, apresentou o programa Já Está e onde entrevistou a famosa D. Maria Pia de Saxe-Coburgo e Bragança, alegada filha legitimada do rei D. Carlos I de Portugal. Contudo, em 1988 saiu da RTP após aceitar o convite de Pedro Santana Lopes para dirigir a revista de grande informação Sábado, cargo que ocuparia até janeiro de 1992, altura em que deixou a direção da revista, mantendo-se como cronista até ao seu encerramento de 1993. Entretanto, volta à RTP, desta feita à RTP Internacional, para apresentar o programa Rosa dos Ventos.
No início dos anos 90 apresentou, na RTP2, o programa Apanhados (o primeiro do género em Portugal), que contava com rábulas de José Pedro Gomes e António Feio.
Em 1995, apresenta o talk show Conversa Afiada emitido na RTP no início da madrugada. Apresentaria ainda outro na RTP Internacional, o Café Lisboa, na companhia de Agostinho Roseta e de José Amaral.

"Hoje até me rio, porque sou amigo do Amílcar Cabral, do Agostinho Neto, do MPLA. Dizer que eu era racista é admirável e só podia sair da cabeça de algumas pessoas do PS. No final, a justiça deu-me razão." 

 Joaquim Letria (2005)
Começa a apresentar, em 1996, na RDP Antena 1 Cobras e Lagartos. O programa seria suspenso devido a uma polémica relacionada com Angola e Letria foi despedido da emissora nacional, o que Letria consideraria ser fruto de uma montagem maliciosa. O epísódio de 18 de Agosto de 1998, chegou aos tribunais e, apesar de em duas instâncias as autoridades terem considerado que as "expressões utilizadas poderem ser consideradas de mau gosto ferindo sensibilidades" (TIC) ou que "Joaquim Letria, voluntariamente, difamou e injuriou pessoa e grupo de pessoas por causa da sua raça, cor ou origem étnica" (DIAP), ficou decidido o arquivamento da queixa-crime apresentada pois "não agiu com intenção de incitar à discriminação racial ou de a encorajar".
Nos tempos seguintes, lançou o livro A Verdade Confiscada. Escândalo - A Armadilha da Nova Censura (1998), colaborou com a Rádio Comercial e com o jornal diário 24 Horas, leccionou na Universidade Lusíada e fez consultoria de comunicação. Foi mantendo uma ligação à televisão através da produção de documentários.
Em 2001 foi processado por difamação ao caracterizar como "aldrabão" o autarca de Castelo de Paiva, Antero Gaspar, em relação às suas declarações sobre a tragédia da ponte de Entre-os-rios. O jornalista vindo a perder, o próprio Estado seria ainda assim, mais tarde, sentenciado a remediar Letria, por decisão do Tribunal Europeu dos Direitos Humanos.
Em 2014, depois de estar mais de 17 anos afastado da televisão, regressou à televisão, numa rubrica regular no programa de Fátima Lopes na TVI, A Tarde É Sua.

## Filmografia
- O Rei das Berlengas (1978), realizado por Artur Semedo
- Ruth (2018), realizado por António Pinhão Botelho